# Nigredo
Nigredo je sedmé sólové album českého hudebníka Daniela Landy, vydané 8. června 2009. Album je těsně spjaté s alchymií a Landovým projektem Zlatý drak. Obsahuje 10 skladeb, pět, respektive šest z nich zahrál na dubnových a květnových koncertech v rámci koncertního projektu Československo Tour 2008. Z alba byla vyškrtnuta píseň Dámě mého srdce, a všechny skladby, které byly představeny před vydáním alba, včetně již vydané písně Nad Afghánistánem, jsou na CD přepracované a ve zcela nové aranži. Prodalo se přes 30 000 nosičů a stalo se tak nejprodávanějším albem roku 2009.[zdroj?]

## Seznam známých skladeb
1. Prolog
2. Waltr, Tommy, Ute & Marry
3. Nad Afghánistánem
4. Veselá písnička
5. 1968
6. Jen ať to sype!
7. Malá díra v hlavě
8. Eurosong
9. Odplivnutí
10. Nigredo

## Definice
Nigredo = čerň, původně alchymistický termín zčernání, ponoření do tmy, rozpad; duševní dezorientace; melancholie